# James Monroe
James Monroe (født 28. april 1758, død 4. juli 1831) var USA's 5. præsident, 1817 – 1825. Hans embedstid var kendetegnet ved erhvervelsen af Florida (1819), Missourikompromiset (1820) hvor Missouri blev erklæret for en slavestat, optagelsen af Maine i 1820 som slavefri stat samt fremsættelsen af Monroedoktrinen (1823), som erklærede USA's modstand mod europæisk indblanding i Amerika og afbrød alle bånd til Frankrig, som eksisterede fra Krigen i 1812.

## Tidlige år
James Monroe blev født i et skovområde i Westmoreland County, Virginia. Stedet er angivet med et mindesmærke og ligger halvanden kilometer fra det der i dag kaldes Monroe Hall, Virginia.
Monroes far, Spence Monroe (1727 – 1774) var en moderat velstående plantageejer, som også var udlært tømrer. Hans mor Elizabeth Jones Monroe (1730 – 1774) giftede sig med Spence Monroe i 1752. De fik fire børn, som overlevede til de blev voksne:
- Elizabeth Monroe Buckner – fra Caroline County, Virginia
- James Monroe
- Spence Monroe, Jr. – døde som 1-årig
- Andrew Monroe – fra Albemarle County, Virginia
- Joseph Jones Monroe – sekretær ved distriktsretten i Northumberland County, Virginia. Privatsekretær for præsident Monroe. Bosatte sig senere i Missouri.

## Uddannelse
I alderen 11 til 16 studerede Monroe på Campbelltown Academy, en skole som blev ledet af pastor Archibald Campbell fra Washington Parish. Han udmærkede sig som en fremmelig elev og lærte latin og matematik hurtigere end de fleste andre drenge på hans alder. John Marshall, den senere højesteretspræsident, var blandt hans klassekammerater. I en alder af 16 blev Monroe optaget på College of William and Mary. I 1774 var atmosfæren på universitetsområdet i Willamsburg imidlertid ikke velegnet til studier, og udsigten til oprør mod kong George optændte de fleste studerende, herunder Monroe, med en patriotisk glød. I juni 1775, efter Slagene ved Lexington og Concord, sluttede Monroe sig til 24 ældre mænd og angreb arsenalet ved guvernørens palads. De 200 musketter og 300 sværd de tog hjalp til at bevæbne Williamsburg militsen. Det følgende forår opgav Monroe sine studier og sluttede sig til den kontinentale armé. Han vendte aldrig tilbage for at få en eksamen. Mellem 1780 og 1783 studerede han jura under Thomas Jefferson.
Monroe kæmpede i den Amerikanske uafhængighedskrig, og udmærkede sig i Slaget ved Trenton, hvor han blev ramt af et skud i sin venstre skulder. Han tilbragte tre måneder i Bucks County, Pennsylvania, hvor han kom sig fra sit sår.
Han er afbilledet mens han holder flaget i det berømte billede af Washington krydser Delaware. Efter sin indsats i krigen fungerede han som advokat i Fredericksburg.

## Ægteskab og familie
James Monroe giftede sig med Elizabeth Kortright (1768-1830), datter af Laurence Kortright og Hannah Aspinwall Kortright, den 16. februar 1786 i New York. Efter nogle korte hvedebrødsdage på Long Island vendte Monroerne tilbage til New York for at bo ved hendes far indtil Kongressen hold mødepause. De fik følgende børn:
- Eliza Monroe Hay (1786 – 1835) – giftede sig med George Hay i 1808 og vikarierede som officiel værtinde i det Hvide hus for sin sygdomsramte mor.
- James Spence Monroe (1799 – 1801)
- Maria Hester Monroe Gouverneur (1803 – 1850) – giftede sig med sin halvfætter Samuel L. Gouverneur den 8. marts 1820, ved det første bryllup, som blev afholdt i Det Hvide Hus.

### Folkevalgt
Monroe blev valgt til Virginias delegeretforsamling i 1782 og sad i den Kontinentale Kongres fra 1783 til 1786. Han opstillede til den 1. kongres, men blev besejret af den senere præsident James Madison. Som ung politiker sluttede han sig til anti-føderalisterne under Virginias ratifikationskonvent, som godkendte forfatningen, og i 1790 blev han valgt til senator.

#### Ambassadør i Frankrig
Monroe opgav sit sæde i Senatet efter at være udpeget til ambassadør i Frankrig i 1794. Som ambassadør kunne Monroe sikre frigivelsen af Thomas Paine, da denne blev arresteret på grund af sin modstand mod henrettelsen af Ludvig 16.. Hans opgave med at forsikre Frankrig om at Washingtons politik om streng neutralitet, som ikke favoriserede Storbritannien blev imidlertid undermineret ved underskrivelsen af Jay-traktaten, især da Monroe ikke havde fået en kopi, og derfor ikke kunne besvare franske henvendelser om at se dens indhold. Han blev tilbagekaldt i 1796 på grund af Føderalisternes utilfredshed med det stadig dårligere forhold til Frankrig.

#### Guvernør i Virginia og diplomat
Monroe vendte tilbage til at drive advokatvirksomhed i Virginia indtil han blev valgt til guvernør. Han beklædte posten fra 1799 til 1802. Han indsatte statens milits til at nedkæmpe Gabriels oprør. Gabriel og 26 andre slaver, som deltog, blev hængt. Som følge heraf vedtog Virginia og andre stater begrænsninger for frie sorte, samt på uddannelse, flytning og udlejning af slaver.
Under Jeffersons første embedsperiode blev Monroe sendt til Frankrig for at bistå Robert R. Livingston under forhandlingerne om Louisiana-købet. Monroe blev derefter udpeget til ambassadør i Storbritannien fra 1803 til 1807. I 1806 forhandlede han en traktat med Storbritannien, som skulle erstatte Jay-traktaten fra 1794, men Jefferson afviste den som utilfredsstillende, da traktaten ikke indeholdt et forbud mod den britiske flådes praksis med at presse britiske-fødte amerikanske søfolk til tjeneste om bord på britiske krigsskibe. Som følge heraf bevægede de to lande sig nærmere mod Krigen i 1812.

#### Udenrigsminister
Monroe vendte tilbage til Virginias delegeretforsamling og blev valgt til en ny periode som guvernør i 1811, men han trak sig tilbage nogle få måneder inde i valgperioden. Herefter gjorde han tjeneste som udenrigsminister fra 1811 til 1814. Derpå blev han udpeget til krigsminister i 1814, mens han fortsatte som midlertidig udenrigsminister. Da krigen sluttede i 1815 blev han igen udnævnt til permanent udenrigsminister og forlod posten som krigsminister. Fra 1. oktober 1814 til 28. februar 1815 beklædte Monroe i praksis begge regeringsposter. Monroe fortsatte som udenrigsminister indtil udgangen af James Madisons præsidentperiode, og den følgende dag indledte Monroe sin embedsperiode som ny præsident.

## Præsidentperioden 1817 – 1825: Æraen af gode følelser

### Politik
Både ved valget i 1816 og i 1820 var det svært at stille op imod Monroe. Han havde styr på detaljerne, var velforberedt om de fleste emner, upartisk i ånd, og frem for alt pragmatisk. Monroe klarede sine opgaver som præsident godt. Han valgte gode folk til sin regering. Han udpegede en sydstatsmand John C. Calhoun til krigsminister og en fra nord John Quincy Adams til udenrigsminister. Kun Henry Clays afvisning af at modtage en post afholdt Monroe fra at tilføje en fremragende person fra vesten. De fleste udnævnelser gik til demokratiske-republikanere, men han prøvede ikke på at bruge dem til at opbygge partiets base. Rent faktisk gik de mindre poster til forskellige politiske kandidater, hvilket mindskede spændingerne og førte til at denne periode i amerikansk historie kaldes "Æraen af gode følelser". For at opbygge en national tillid foretog han to lange rundrejser i 1817. Hyppige stop gav anledning til utallige velkomst- og goodwillceremonier. I mellemtiden skrumpede det føderalistiske parti. Partiet beholdt sin vitalitet og organisatoriske integritet på statslig og lokalt niveau, men blev mindre på nationalt niveau som følge af omlægning af valgdistrikterne. Partiets kongresforsamling holdt op med at mødes, og der var ingen nævneværdige nationale kongresser efter afslutningen af Monroes sidste valgperioder.
I hans præsidenttid krævede Kongressen store subsidier til interne forbedringer, såsom forbedringen af Cumberland Road. Monroe nedlagde veto mod loven om tilskud til vejen, som også bevilligede penge til den årlige vedligeholdelse, fordi han mente, at det var i strid med forfatningen at regeringen havde så stor en rolle at spille i noget der grundlæggende var en opgave for de stater vejen passerede igennem. Denne form for modstand understregede Monroes populistiske idealer og støttede de lokale kontorer, som han var så glad for at besøge på sine rundrejser.
Æraen af "gode følelser" varede ved indtil 1824, og fortsatte i lidt ændret form under John Quincy Adams som blev valgt til præsident af Repræsentanternes hus i det som Andrew Jackson påstod var en "korrupt handel." Monroes popularitet var imidlertid uformindsket, selv efter vanskelige nationalistiske politikker, da landets støtte til nationalisme begyndte at slå alvorlige revner. Panikken i 1819 førte til en smertelig økonomisk afmatning. Missouriterritoriets anmodning om optagelse i Unionen i 1819 som slavestat slog fejl. Et ændret lovforslag om gradvist at afslutte slaveriet i Missouri førte til to års bitter strid i Kongressen. Missouri kompromiset løste op for kampen ved at kæde Missouri som slavestat sammen med Maine som en stat uden slaveri og ved at forbyde slaveri nord og vest for Missouri for altid. Missouri kompromiset varede indtil 1857, da det blev erklæret i strid med forfatningen af højesteret som led i Dred Scott afgørelsen.
Monroe er når alt kommer til alt formentlig bedst kendt for Monroe-doktrinen, som han fremsatte i sin tale til kongressen den 2. december 1823. I den proklamerede han at Amerika skulle være fri for fremtidig europæiske kolonisering og fri for europæisk indblanding i suveræne staters anliggender. Den udtrykte samtidig USA's hensigt om at forblive neutral i europæiske krige og krige mellem europæiske magter og deres kolonier, men at betragte enhver ny koloni eller indblanding i uafhængige amerikanske lande som fjendtlige handlinger imod De forenede Stater. Selv om det er Monroes mest berømte bidrag til samfundet, er det værd at bemærke, at talen var skrevet af udenrigsminister John Quincy Adams.
Monroe begyndte formelt at anerkende de unge søsterrepublikker (de tidligere spanske kolonier) i 1822. Han og John Quincy Adams havde ønsket at undgå problemer med Spanien indtil det havde afstået Florida til USA, hvilket skete i 1821.
Storbritannien, med dens stærke flåde, var også modstander af en generobring af Latinamerika og foreslog at De Forenede Stater skulle slutte sig til en proklamering af en "fingrene væk" politik. De tidligere præsidenter Jefferson og Madison rådede Monroe til at acceptere tilbuddet, men Quincy Adams sagde: "Det ville være mere åbent ... at udtrykke vore principper direkte til Rusland og Frankrig, en at komme som en jolle i kølvandet på det britiske krigsskib." Monroe fulgte Adams råd. Ikke blot skal Latinamerika lades i fred, advarede han, men Rusland må heller ikke trænge sydpå langs Stillehavets kyst."...de amerikanske kontinenter", udtalte han "men den frie og uafhængige form de har taget og fastholder, skal herefter ikke være genstand for fremtidig kolonisation af nogen europæisk magt." Ca. 20 år efter at Monroe døde i 1831 blev dette kendt som Monroedoktrinen.

### Politik overfor de indfødte amerikanere
I december 1817 gav James Monroe Andrew Jackson ordre til at lede et felttog i Georgia mod Seminole og Creek indianere. Jackson fik også til opgave at forhindre at Spansk Florida blev et fristed for bortløbne slaver. Kritikere hævdede senere, at Jackson overskred sine ordrer under sin indsats i Florida. Hans ordre var at "afslutte konflikten".
I oktober 1820 blev Andrew Jackson og Thomas Hinds afsendt som kommissærer for USA i en mission, som skulle indgå en traktat, som ville betyde at Choctaw indianerne over en del af deres område til De forenede Stater i vore dages Mississippi. De mødtes med høvdinge, mingoer (ledere) og anførere såsom oberst Silas Dinsmore og høvding Pushmataha ved Doak's Stand på Natchez Trace.
Konventet begyndte den 10. oktober med en tale af Andrew Jackson til over 500 Choctawer. Pushmataha beskyldte Jackson for at narre dem om kvaliteten af landet vest for Mississippi. Pushmataha reagerede på Jacksons svar med at fastslå at han vidste at det land de blev tilbudt var ringere end det land de blev bedt om at opgive. Andrew Jackson gik over til at udstede trusler, hvilket pressede Choctawerne til at underskrive Doak's Stand traktaten. Historikeren Anna Lewis udtalte, at Apuckshunubbee, en af Choctawernes områdeledere, blev afpresset af Jackson til at underskrive traktaten. On October 18, the Treaty of Doak's Stand was signed.
I 1824 tog Apuckshunubbee, Pushmataha og Mosholatubbee, Choctawernes øverste ledere, til Washington for at diskutere europæiske-amerikaneres indtrængen på Choctawernes land. De søgte enten at få bosætterne smidt ud eller en kompensation for tabet af deres land. Gruppen omfattede også Talking Warrior, Red Fort, Nittahkachee; Col. Robert Cole og David Folsom, begge halvblods indianere; kaptajn Daniel McCurtain og major John Pitchlynn, den amerikanske tolk, som også var halvblods med europæisk afstamning.
Pushmataha mødtes med præsident James Monroe og holdt en tale til krigsminister John C. Calhoun, hvor han mindede ham om langvarige alliancer mellem De Forenede Stater og Choctawerne. Han sagde: "[Jeg] kan sige og tale sandt, at ingen Choctaw nogensinde spændte sin bue mod De forenede Stater ... Min nation har givet af deres land indtil det blev meget lille. Vi er i vanskeligheder." Den 20. januar 1825 blev Washingtontraktaten underskrevet, hvorved Choctawerne afgav endnu mere land til De forenede Stater.

### Udpegninger til højesteret
Monroe udpegede Smith Thompson til USA's højesteret.

### Stater optaget i Unionen
- Mississippi – 10. december 1817
- Illinois – 3. december 1818
- Alabama – 14. december 1819
- Maine – 15. marts 1820
- Missouri – 10. august 1821

## Senere liv
Efter at hans præsidentperiode sluttede den 4. marts 1825 boede James Monroe på Monroe Hill ved University of Virginia. Dette universitets nuværende placering var Monroes familielandbrug i perioden 1788 til 1817, men han havde solgt det i det første år af hans præsidentperiode til det nye universitet. Han sad i universitetets Board of Visitors under Jefferson og derpå under den 2. rektor og anden tidlige præsident James Madison, indtil sin død.
Monroe havde afsamlet en stor gæld under sin tid i offentlig tjeneste. Derfor var han tvunget til at sælge sin Highland Plantation (som nu hedder Ash Lawn-Highland. Det ejes af hans alma mater, College of William and Mary, som har åbnet det for offentligheden. I hele sit liv var han økonomisk insolvent, og hans kones dårlige helbred gjorde tingene værre.  Af denne grund boede han og hans kone på Oak Hill plantagen indtil Elizabeths død den 23. september 1830.

## Død
Efter Elizabeths død i 1830 flyttede Monroe til New York for at bo hos sin datter Maria Hester Monroe Gouverneur som havde giftet sig med Samuel L. Gouverneur i det første bryllup i det Hvide hus. Monroe døde der af hjertesvigt og tuberkulose den 4. juli 1831, og blev dermed den tredje præsident, som døde den 4. juli. Hans død kom 55 år efter at Uafhængighedserklæringen blev proklameret og 5 år efter præsidenterne John Adams og Thomas Jefferson. Han blev oprindelig begravet i New York på Gouverneur-familiens gravsted på New York City Marble Cemetery. 27 år senere i 1858 blev liget genbegravet på President's Circle i Hollywood Cemetery i Richmond, Virginia. Hans grav er et nationalt historisk mindesmærke.

## Religiøs overbevisning
"Når det kommer til Monroes ...tanker om religion", kommenterede Bliss Isely i sin The Presidents: Men of Faith, "vides der mindre end om nogen anden præsident." Han brændte en stor del af sin korrespondance med sin kone, og ingen breve har overlevet, hvori han kunne have omtalt sin religiøse tro. Heller ikke hans venner og familie har skrevet om hans tro. Overlevende breve, såsom et der ved hans død blev skrevet af hans søn, indeholder ikke noget om religion.
Monroe voksede op i en familie som tilhørte Den anglikanske kirke, dengang den var statskirke i Virginia, og som voksen gik han i episkopale kirker, men der er ingen angivelser af at han nogensinde gik til alters. Nogle historikere har klassificeret ham som deist, og han benyttede deistisk sprogbrug i omtalen af Gud. Jefferson var blevet angrebet for at være ateist og for sine deistiske synspunkter, men det blev Monroe aldrig. I modsætning til Jefferson var Monroe ikke modstander af kirken. [Holmes 2003]

## Erindring
Siden den i 1824 blev opkaldt efter ham har hovedstaden i det vestafrikanske land Liberia heddet Monrovia. Det er den eneste ikke-amerikanske hovedstad, som er opkaldt efter en amerikansk præsident.

## Eksterne kilder
- [[wikisource:Catholic Encyclopedia (1913)/James Monroe "|James Monroe]"]. Catholic Encyclopedia. New York: Robert Appleton Company. 1913. {{cite encyclopedia}}: Tjek |url= (hjælp)
- Extensive essay on James Monroe and shorter essays on each member of his cabinet and First Lady from the Miller Center of Public Affairs Arkiveret 21. november 2008 hos  Wayback Machine
- James Monroe: A Resource Guide from the Library of Congress
- White House Biography
- James Monroe Biography and Fact File Arkiveret 8. april 2007 hos  Wayback Machine
- Værker af {{{navn}}} på Project Gutenberg
- The Presidential Home of James Monroe (College of William and Mary)
- James Monroe Memorial Foundation
- James Monroe Birthplace
- James Monroe Scholarship Award
- The Papers of James Monroe Arkiveret 10. februar 2006 hos  Wayback Machine at the Avalon Project
- Monroe Doctrine and related resources at the Library of Congress
- James Monroe's Health and Medical History
- James Monroe Birthplace Commission Arkiveret 13. oktober 2007 hos  Wayback Machine
- InfoPlease- James Monroe
- The Religion of James Monroe Arkiveret 24. oktober 2013 hos  Wayback Machine
- A New Nation Votes: American Election Returns 1787-1825 Arkiveret 2. februar 2011 hos  Wayback Machine